# Saison 3 de Santa Clarita Diet
Chronologie
Saison 2
Cet article présente le guide des épisodes de la troisième saison de la série télévisée Santa Clarita Diet.

## Généralités
Dans la saison 3 de Santa Clarita Diet, Sheila propose à Joel de le transformer pour qu’ils puissent vivre ensemble pour l’éternité. Il hésite cependant à accepter et une nouvelle vague d’ennuis se forme à l’horizon avec un groupe de personnes bien déterminées à éliminer Sheila...

## Distribution

### Acteurs principaux
- Drew Barrymore (VF : Laura Préjean) : Sheila Hammond
- Timothy Olyphant (VF : Jean-Pierre Michaël) : Joel Hammond
- Liv Hewson (VF : Camille Donda) : Abby Hammond, fille de Sheila et Joel
- Skyler Gisondo (VF : Pierre-Henry Prunel) : Eric Bemis

### Acteurs récurrents
- Thomas Lennon (VF : Emmanuel Curtil) : le principal Andrei Novak
- Goran Visnjic (VF : Constantin Pappas) : Dobrivoje Poplovic
- Stephen Full (VF : Vincent Ropion) : Janko
- Dominic Burgess (VF : Laurent Morteau) : Radul
- Ethan Suplee (VF : Bruno Magne) : Tommy
- Sydney Park (VF : Charlotte Campana) : Winter
- Shalita Grant (VF : Juliette Poissonnier) : Agent Tess Rogers
- Linda Lavin (VF : Colette Venhard) : Jean
- Maggie Lawson (VF : Karine Foviau) : Christa
- Joel McHale (VF : Alexis Victor) : Chris

## Épisodes

### Épisode 1:Le wundermari
- Eric Nenninger : Larry